# United Soccer League 2017
Die 7. United-Soccer-League-Saison begann mit der Regular Season am 25. März 2017. Sie wurde von der United States Soccer Federation auf einen vorläufigen Division II-Status (2. Liga) gehoben. Dafür wurde der ursprünglichen zweitklassigen North American Soccer League zur Spielzeit 2018 der Status entzogen.
Die Regular Season konnten die Real Monarchs für sich entscheiden. Die anschließenden Play-offs gewann zum ersten Mal der Louisville City FC durch einen 1:0-Finalsieg über die Swope Park Rangers.

## Modus
Die Regular-Sesaon fand vom März bis September 2017 statt. In dieser traten die Vereine im Rundenturnier mit Hin- und Rückspiel gegen die anderen Vereine aus derselben Conference an. Die vier weiteren Spiele wurden gegen regionale Konkurrenten aus derselben Conference ausgetragen. Die besten acht Vereine der beiden Conferencen qualifizierten sich für die Play-offs, welche ab Oktober 2017 ausgetragen wurden. In diesen wurde der jeweilige Conference-Meister ermittelt, die beiden Conference-Sieger trafen dann im Finale am 13. November 2017 aufeinander.

## Änderungen gegenüber 2016
Am 16. September 2015 kündigte der Verband die Erweiterung der Liga um den Reno 1868 FC an. Am 25. Oktober 2016 wurde bekannt gegeben, dass die Tampa Bay Rowdies zu dieser Spielzeit aus der North American Soccer League in die USL wechseln. Ottawa Fury wechselte zu dieser Spielzeit ebenfalls aus der NASL in die USL. Der neue Eigentümer des Arizona United SC nannte das Franchise im November 2016 in Phoenix Rising um und ging mit diesem Namen in diese Saison. Am 9. Dezember 2016 unterzeichnete Montreal Impact einen Partnervertrag mit Ottawa Fury, das bisherige in der USL spielende Farmteam FC Montréal wurde daher aufgelöst. Die Wilmington Hammerheads wechselte in die Amateurliga Premier Development League.

## Franchises
| Bethlehem |

| Charleston |

| Charlotte |

| Colorado Springs |

| Cincinnati |

| Harrisburg |

| Carson |

| Louisville |

| Montclair |

| Oklahoma City |

| Irvine |

| Orlando |

| Ottawa |

| Scottsdale |

| Pittsburgh |

| Portland |

| Herriman |

| Reno |

| Richmond |

| Edinburg |

| Rochester |

| Sacramento |

| Fenton |

| San Antonio |

| Tukwila |

| Kansas City |

| Saint Petersburg |

| Vaughan |

| Tulsa |

| Vancouver |

| Verein                       | Stadt                       | Stadion                          | Kapazität | Trainer               | MLS-Partner            |
| ---------------------------- | --------------------------- | -------------------------------- | --------- | --------------------- | ---------------------- |
| Bethlehem Steel FC           | Bethlehem, Pennsylvania     | Goodman Stadium                  | 16.000    | Brendan Burke         | Philadelphia Union     |
| Charleston Battery           | Charleston, South Carolina  | MUSC Health Stadium              | 5.100     | Michael Anhaeuser     |                        |
| Charlotte Independence       | Charlotte, North Carolina   | Ramblewood Soccer Complex        | 4.300     | Mike Jeffries         |                        |
| Colorado Springs Switchbacks | Colorado Springs, Colorado  | Weidner Field                    | 5.000     | Steve Trittschuh      |                        |
| FC Cincinnati                | Cincinnati, Ohio            | Nippert Stadium                  | 40.000    | Alan Koch             |                        |
| Harrisburg City Islanders    | Harrisburg, Pennsylvania    | FNB Field                        | 6.187     | Bill Becher           |                        |
| LA Galaxy II                 | Carson, Kalifornien         | StubHub Center                   | 2.000     | Mike Muñoz            | LA Galaxy              |
| Louisville City FC           | Louisville, Kentucky        | Louisville Slugger Field         | 8.000     | James O’Connor        |                        |
| New York Red Bulls II        | Montclair, New Jersey       | MSU Soccer Park at Pittser Field | 3.000     | John Wolyniec         | New York Red Bulls     |
| Oklahoma City Energy         | Oklahoma City, Oklahoma     | Taft Stadium                     | 7.500     | Jimmy Nielsen         | FC Dallas              |
| Orange County SC             | Irvine, Kalifornien         | Champion Stadium                 | 5.000     | Logan Pause           | Los Angeles FC         |
| Orlando City B               | Orlando, Florida            | Orlando City Stadium             | 25.500    | Anthony Pulis         | Orlando City           |
| Ottawa Fury                  | Ottawa, Ontario             | TD Place Stadium                 | 24.000    | Julian de Guzmán      | Montreal Impact        |
| Phoenix Rising               | Scottsdale, Arizona         | Phoenix Rising FC Soccer Complex | 6.200     | Patrice Carteron      |                        |
| Pittsburgh Riverhounds       | Pittsburgh, Pennsylvania    | Highmark Stadium                 | 3.500     | Dave Brandt           |                        |
| Portland Timbers 2           | Portland, Oregon            | Providence Park                  | 21.144    | Andrew Gregor         | Portland Timbers       |
| Real Monarchs                | Herriman, Utah              | Rio Tinto Stadium                | 20.213    | Mark Briggs           | Real Salt Lake         |
| Reno 1868 FC                 | Reno, Nevada                | Greater Nevada Field             | 9.013     | Ian Russell           | San Jose Earthquakes   |
| Richmond Kickers             | Richmond, Virginia          | City Stadium                     | 22.611    | Leigh Cowlishaw       | D.C. United            |
| Rio Grande Valley Toros      | Edinburg, Texas             | H-E-B Park                       | 9.735     | Junior Gonzalez       | Houston Dynamo         |
| Rochester Rhinos             | Rochester, New York         | Rochester Rhinos Stadium         | 13.768    | Bob Lilley            | New England Revolution |
| Sacramento Republic          | Sacramento, Kalifornien     | Papa Murphy’s Park               | 11.569    | Paul Buckle           |                        |
| Saint Louis FC               | Fenton, Missouri            | Toyota Stadium                   | 5.500     | Predrag Radosavljević |                        |
| San Antonio FC               | San Antonio, Texas          | Toyota Field                     | 8.296     | Darren Powell         | New York City FC       |
| Seattle Sounders 2           | Tukwila, Washington         | Starfire Sports                  | 4.500     | Ezra Hendrickson      | Seattle Sounders       |
| Swope Park Rangers           | Kansas City, Missouri       | Swope Soccer Village             | 3.557     | Nikola Popovic        | Sporting Kansas City   |
| Tampa Bay Rowdies            | Saint Petersburg, Florida   | Al Lang Stadium                  | 7.500     | Stuart Campbell       |                        |
| Toronto FC II                | Vaughan, Ontario            | Ontario Soccer Centre            | 2.000     | Jason Bent            | Toronto FC             |
| Tulsa Roughneck              | Tulsa, Oklahoma             | ONEOK Field                      | 7.833     | David Vaudreuil       |                        |
| Vancouver Whitecaps 2        | Vancouver, British Columbia | Thunderbird Stadium              | 3.500     | Rich Fagan            | Vancouver Whitecaps    |

## Regular Season
Wie in den vorherigen Spielzeiten ist bei Punktgleichheit zuerst die Anzahl der Siege ausschlaggebend, erst danach folgen Tordifferenz und geschossene Tore zur Festlegung der Platzierung.

### Eastern Conference
| Pl. | Verein                    | Sp. | S  | U  | N  | Tore    | Diff. | Punkte |
| --- | ------------------------- | --- | -- | -- | -- | ------- | ----- | ------ |
| 1.  | Louisville City FC        | 32  | 18 | 8  | 6  | 058:310 | +27   | 62     |
| 2.  | Charleston Battery        | 32  | 15 | 9  | 8  | 053:330 | +20   | 54     |
| 3.  | Tampa Bay Rowdies (N)     | 32  | 14 | 11 | 7  | 050:350 | +15   | 53     |
| 4.  | Rochester Rhinos          | 32  | 14 | 11 | 7  | 036:280 | +8    | 53     |
| 5.  | Charlotte Independence    | 32  | 13 | 9  | 10 | 052:400 | +12   | 48     |
| 6.  | FC Cincinnati             | 32  | 12 | 10 | 10 | 046:480 | −2    | 46     |
| 7.  | New York Red Bulls II (M) | 32  | 13 | 5  | 14 | 057:600 | −3    | 44     |
| 8.  | Bethlehem Steel FC        | 32  | 12 | 8  | 12 | 046:450 | +1    | 44     |
| 9.  | Orlando City B            | 32  | 10 | 12 | 10 | 037:360 | +1    | 42     |
| 10. | Ottawa Fury (N)           | 32  | 8  | 14 | 10 | 042:410 | +1    | 38     |
| 11. | Harrisburg City Islanders | 32  | 10 | 7  | 15 | 028:470 | −19   | 37     |
| 12. | Saint Louis FC            | 32  | 9  | 9  | 14 | 035:480 | −13   | 36     |
| 13. | Pittsburgh Riverhounds    | 32  | 8  | 12 | 12 | 033:420 | −9    | 36     |
| 14. | Richmond Kickers          | 32  | 8  | 8  | 16 | 024:360 | −12   | 32     |
| 15. | Toronto FC II             | 32  | 6  | 7  | 19 | 027:540 | −27   | 25     |

| (M) | Titelverteidiger |
| (N) | Neuling          |

### Western Conference
| Pl. | Verein                       | Sp. | S  | U  | N  | Tore    | Diff. | Punkte |
| --- | ---------------------------- | --- | -- | -- | -- | ------- | ----- | ------ |
| 1.  | Real Monarchs                | 32  | 20 | 7  | 5  | 059:310 | +28   | 67     |
| 2.  | San Antonio FC               | 32  | 17 | 11 | 4  | 045:240 | +21   | 62     |
| 3.  | Reno 1868 FC (N)             | 32  | 17 | 8  | 7  | 075:390 | +36   | 59     |
| 4.  | Swope Park Rangers           | 32  | 17 | 7  | 8  | 055:370 | +18   | 58     |
| 5.  | Phoenix Rising               | 32  | 17 | 7  | 8  | 050:370 | +13   | 58     |
| 6.  | Oklahoma City Energy         | 32  | 14 | 7  | 11 | 046:410 | +5    | 49     |
| 7.  | Tulsa Roughnecks             | 32  | 14 | 4  | 14 | 046:490 | −3    | 46     |
| 8.  | Sacramento Republic          | 32  | 13 | 7  | 12 | 045:430 | +2    | 46     |
| 9.  | Colorado Springs Switchbacks | 32  | 12 | 8  | 12 | 055:510 | +4    | 44     |
| 10. | Orange County Blues          | 32  | 11 | 10 | 11 | 043:470 | −4    | 43     |
| 11. | Rio Grande Valley Toros      | 32  | 9  | 8  | 15 | 037:500 | −13   | 35     |
| 12. | Seattle Sounders 2           | 32  | 9  | 4  | 19 | 042:610 | −19   | 31     |
| 13. | LA Galaxy II                 | 32  | 8  | 5  | 19 | 032:640 | −32   | 29     |
| 14. | Vancouver Whitecaps 2        | 32  | 5  | 9  | 18 | 032:520 | −20   | 24     |
| 15. | Portland Timbers 2           | 32  | 3  | 6  | 23 | 027:630 | −36   | 15     |

| (N) | Neuling |

## Play-offs
|  | Erste Runde | Erste Runde            | Erste Runde           |                       |                      | Conference-Halbfinale | Conference-Halbfinale | Conference-Halbfinale |  |  | Conference-Finale | Conference-Finale | Conference-Finale |  |  | USL Championship | USL Championship | USL Championship |
|  |             |                        |                       |                       |                      |                       |                       |                       |  |  |                   |                   |                   |  |  |                  |                  |                  |
|  | 1           | Louisville City FC     | 4                     |                       |                      |                       |                       |                       |  |  |                   |                   |                   |  |  |                  |                  |                  |
|  | 8           | Bethlehem Steel FC     | 0                     |                       |                      |                       |                       |                       |  |  |                   |                   |                   |  |  |                  |                  |                  |
|  | 8           | Bethlehem Steel FC     | 0                     |                       | Louisville City FC   | 1                     |                       |                       |  |  |                   |                   |                   |  |  |                  |                  |                  |
|  |             |                        |                       |                       | Louisville City FC   | 1                     |                       |                       |  |  |                   |                   |                   |  |  |                  |                  |                  |
|  |             |                        |                       | Rochester Rhinos      | 0                    |                       |                       |                       |  |  |                   |                   |                   |  |  |                  |                  |                  |
|  | 4           | Rochester Rhinos       | 2                     | Rochester Rhinos      | 0                    |                       |                       |                       |  |  |                   |                   |                   |  |  |                  |                  |                  |
|  | 4           | Rochester Rhinos       | 2                     |                       |                      |                       |                       |                       |  |  |                   |                   |                   |  |  |                  |                  |                  |
|  | 5           | Charlotte Independence | 1 n. V.               |                       |                      |                       |                       |                       |  |  |                   |                   |                   |  |  |                  |                  |                  |
|  | 5           | Charlotte Independence | 1 n. V.               |                       | Louisville City FC   | 1 (4)                 |                       |                       |  |  |                   |                   |                   |  |  |                  |                  |                  |
|  |             |                        |                       | Eastern Conference    | Louisville City FC   | 1 (4)                 |                       |                       |  |  |                   |                   |                   |  |  |                  |                  |                  |
|  |             |                        | New York Red Bulls II | 1 (3)                 |                      |                       |                       |                       |  |  |                   |                   |                   |  |  |                  |                  |                  |
|  | 3           | Tampa Bay Rowdies      | New York Red Bulls II | 1 (3)                 | 3                    |                       |                       |                       |  |  |                   |                   |                   |  |  |                  |                  |                  |
|  | 3           | Tampa Bay Rowdies      |                       |                       |                      |                       |                       |                       |  |  |                   |                   |                   |  |  |                  |                  |                  |
|  | 6           | FC Cincinnati          | 0                     |                       |                      |                       |                       |                       |  |  |                   |                   |                   |  |  |                  |                  |                  |
|  | 6           | FC Cincinnati          | 0                     |                       | Tampa Bay Rowdies    | 1                     |                       |                       |  |  |                   |                   |                   |  |  |                  |                  |                  |
|  |             |                        |                       |                       | Tampa Bay Rowdies    | 1                     |                       |                       |  |  |                   |                   |                   |  |  |                  |                  |                  |
|  |             |                        |                       | New York Red Bulls II | 2 n. V.              |                       |                       |                       |  |  |                   |                   |                   |  |  |                  |                  |                  |
|  | 2           | Charleston Battery     | 0                     | New York Red Bulls II | 2 n. V.              |                       |                       |                       |  |  |                   |                   |                   |  |  |                  |                  |                  |
|  | 2           | Charleston Battery     | 0                     |                       |                      |                       |                       |                       |  |  |                   |                   |                   |  |  |                  |                  |                  |
|  | 7           | New York Red Bulls II  | 4                     |                       |                      |                       |                       |                       |  |  |                   |                   |                   |  |  |                  |                  |                  |
|  | 7           | New York Red Bulls II  | 4                     |                       | Louisville City FC   | 1                     |                       |                       |  |  |                   |                   |                   |  |  |                  |                  |                  |
|  |             |                        |                       |                       |                      |                       |                       |                       |  |  |                   |                   |                   |  |  |                  |                  |                  |
|  |             |                        | Swope Park Rangers    | 0                     |                      |                       |                       |                       |  |  |                   |                   |                   |  |  |                  |                  |                  |
|  | 1           | Real Monarchs          | Swope Park Rangers    | 0                     | 1 (1)                |                       |                       |                       |  |  |                   |                   |                   |  |  |                  |                  |                  |
|  | 1           | Real Monarchs          |                       |                       |                      |                       |                       |                       |  |  |                   |                   |                   |  |  |                  |                  |                  |
|  | 2           | Sacramento Republic    | 1 (3)                 |                       |                      |                       |                       |                       |  |  |                   |                   |                   |  |  |                  |                  |                  |
|  | 2           | Sacramento Republic    | 1 (3)                 |                       | Sacramento Republic  | 0                     |                       |                       |  |  |                   |                   |                   |  |  |                  |                  |                  |
|  |             |                        |                       |                       | Sacramento Republic  | 0                     |                       |                       |  |  |                   |                   |                   |  |  |                  |                  |                  |
|  |             |                        |                       | Swope Park Rangers    | 1                    |                       |                       |                       |  |  |                   |                   |                   |  |  |                  |                  |                  |
|  | 4           | Swope Park Rangers     | 1 (4)                 | Swope Park Rangers    | 1                    |                       |                       |                       |  |  |                   |                   |                   |  |  |                  |                  |                  |
|  | 4           | Swope Park Rangers     | 1 (4)                 |                       |                      |                       |                       |                       |  |  |                   |                   |                   |  |  |                  |                  |                  |
|  | 5           | Phoenix Rising         | 1 (2)                 |                       |                      |                       |                       |                       |  |  |                   |                   |                   |  |  |                  |                  |                  |
|  | 5           | Phoenix Rising         | 1 (2)                 |                       | Swope Park Rangers   | 0 (7)                 |                       |                       |  |  |                   |                   |                   |  |  |                  |                  |                  |
|  |             |                        |                       | Western Conference    | Swope Park Rangers   | 0 (7)                 |                       |                       |  |  |                   |                   |                   |  |  |                  |                  |                  |
|  |             |                        | Oklahoma City Energy  | 0 (6)                 |                      |                       |                       |                       |  |  |                   |                   |                   |  |  |                  |                  |                  |
|  | 3           | Reno 1868 FC           | Oklahoma City Energy  | 0 (6)                 | 0                    |                       |                       |                       |  |  |                   |                   |                   |  |  |                  |                  |                  |
|  | 3           | Reno 1868 FC           |                       |                       |                      |                       |                       |                       |  |  |                   |                   |                   |  |  |                  |                  |                  |
|  | 6           | Oklahoma City Energy   | 1                     |                       |                      |                       |                       |                       |  |  |                   |                   |                   |  |  |                  |                  |                  |
|  | 6           | Oklahoma City Energy   | 1                     |                       | Oklahoma City Energy | 1 (4)                 |                       |                       |  |  |                   |                   |                   |  |  |                  |                  |                  |
|  |             |                        |                       |                       |                      |                       |                       |                       |  |  |                   |                   |                   |  |  |                  |                  |                  |
|  |             |                        |                       | San Antonio FC        | 1 (1)                |                       |                       |                       |  |  |                   |                   |                   |  |  |                  |                  |                  |
|  | 2           | San Antonio FC         | 2                     | San Antonio FC        | 1 (1)                |                       |                       |                       |  |  |                   |                   |                   |  |  |                  |                  |                  |
|  | 2           | San Antonio FC         | 2                     |                       |                      |                       |                       |                       |  |  |                   |                   |                   |  |  |                  |                  |                  |
|  | 7           | Tulsa Roughnecks       | 1                     |                       |                      |                       |                       |                       |  |  |                   |                   |                   |  |  |                  |                  |                  |

### Erste Runde
Eastern Conference
| 20. Oktober 2017 19:30 EDT | Louisville City FC                   | 4:0 (2:0) | Bethlehem Steel FC | Louisville Slugger Field Zuschauer: 6.378 Schiedsrichter: Marcos de Oliveira |
| 20. Oktober 2017 19:30 EDT | Morad 14′, 31′ Spencer 70′ Ownby 79′ | Bericht   |                    | Louisville Slugger Field Zuschauer: 6.378 Schiedsrichter: Marcos de Oliveira |

| 21. Oktober 2017 18:05 EDT | Rochester Rhinos        | 2:1 n. V. (1:1, 0:0) | Charlotte Independence | Rochester Rhinos Stadium Zuschauer: 1.647 Schiedsrichter: Bardhyl Pashaj |
| 21. Oktober 2017 18:05 EDT | Graf 53′ Defregger 113′ | Bericht              | Martinez 69′           | Rochester Rhinos Stadium Zuschauer: 1.647 Schiedsrichter: Bardhyl Pashaj |

| 21. Oktober 2017 19:00 EDT | Charleston Battery | 0:4 (0:1) | New York Red Bulls II                     | MUSC Health Stadium Zuschauer: 3.410 Schiedsrichter: Kevin Broadley |
| 21. Oktober 2017 19:00 EDT |                    | Bericht   | Bonomo 39′ Kutler 51′ Valot 71′ Mines 84′ | MUSC Health Stadium Zuschauer: 3.410 Schiedsrichter: Kevin Broadley |

| 21. Oktober 2017 19:30 EDT | Tampa Bay Rowdies            | 3:0 (2:0) | FC Cincinnati | Al Lang Stadium Zuschauer: 6.104 Schiedsrichter: Malik Badawi |
| 21. Oktober 2017 19:30 EDT | Schäfer 8′, 25′ Christow 67′ | Bericht   |               | Al Lang Stadium Zuschauer: 6.104 Schiedsrichter: Malik Badawi |

Western Conference
| 20. Oktober 2017 19:00 MDT | Real Monarchs         | 1:1 n. V. (1:1, 0:0) | Sacramento Republic | Rio Tinto Stadium Zuschauer: 2.234 Schiedsrichter: Ramy Touchan |
| 20. Oktober 2017 19:00 MDT | Hoffman 86′ (Penalty) | Bericht              | Espino 49′          | Rio Tinto Stadium Zuschauer: 2.234 Schiedsrichter: Ramy Touchan |

|                              |     | Elfmeterschießen   |  |
| Cruz Velásquez Haber Hoffman | 1:3 | Partain Kiffe Hall |  |

| 21. Oktober 2017 17:45 PDT | Reno 1868 FC | 0:1 (0:1) | Oklahoma City Energy | Greater Nevada Field Zuschauer: 4.342 Schiedsrichter: Victor Rivas |
| 21. Oktober 2017 17:45 PDT |              | Bericht   | Wojcik 41′           | Greater Nevada Field Zuschauer: 4.342 Schiedsrichter: Victor Rivas |

| 21. Oktober 2017 19:30 CDT | San Antonio FC                      | 2:1 (0:1) | Tulsa Roughnecks | Toyota Field Zuschauer: 7.019 Schiedsrichter: Timothy Ford |
| 21. Oktober 2017 19:30 CDT | Elizondo 61′ Guzmán 90+4′ (Penalty) | Bericht   | Gee 23′          | Toyota Field Zuschauer: 7.019 Schiedsrichter: Timothy Ford |

| 21. Oktober 2017 19:30 CDT a | Swope Park Rangers | 1:1 n. V. (0:0, 0:0) | Phoenix Rising | Swope Soccer Village Zuschauer: 912 Schiedsrichter: Guido Gonzales Jr. |
| 21. Oktober 2017 19:30 CDT a | Didic 109′         | Bericht              | Drogba 99′     | Swope Soccer Village Zuschauer: 912 Schiedsrichter: Guido Gonzales Jr. |

|                           |     | Elfmeterschießen       |  |
| Selbol Duke Belmar Moloto | 4:2 | Lambert Dia Awako Mala |  |

### Conference Halbfinale
Eastern Conference
| 28. Oktober 2017 19:30 EDT | Louisville City FC | 1:0 (0:0) | Rochester Rhinos | Louisville Slugger Field Zuschauer: 7.117 Schiedsrichter: Victor Rivas |
| 28. Oktober 2017 19:30 EDT | Ownby 77′          | Bericht   |                  | Louisville Slugger Field Zuschauer: 7.117 Schiedsrichter: Victor Rivas |

| 28. Oktober 2017 19:30 EDT | Tampa Bay Rowdies | 1:2 n. V. (1:1, 1:0) | New York Red Bulls II     | Al Lang Stadium Zuschauer: 5.119 Schiedsrichter: Joseph Dickerson |
| 28. Oktober 2017 19:30 EDT | Christow 26′      | Bericht              | Bonomo 58′ (Penalty), 93′ | Al Lang Stadium Zuschauer: 5.119 Schiedsrichter: Joseph Dickerson |

Western Conference
| 28. Oktober 2017 16:00 CDT | Swope Park Rangers | 1:0 (0:0) | Sacramento Republic | Children’s Mercy Park Zuschauer: 1.248 Schiedsrichter: Ramy Touchan |
| 28. Oktober 2017 16:00 CDT | Belmar 46′         | Bericht   |                     | Children’s Mercy Park Zuschauer: 1.248 Schiedsrichter: Ramy Touchan |

| 28. Oktober 2017 20:30 CDT | San Antonio FC | 1:1 n. V. (1:1, 1:0) | Oklahoma City Energy | Toyota Field Zuschauer: 7.032 Schiedsrichter: Guido Gonzales Jr. |
| 28. Oktober 2017 20:30 CDT | Elizondo 7′    | Bericht              | Wojcik 85′           | Toyota Field Zuschauer: 7.032 Schiedsrichter: Guido Gonzales Jr. |

|                      |     | Elfmeterschießen            |  |
| Guzmán Castillo Reed | 1:4 | Angulo Brown Hyland Wallace |  |

### Conference-Finale
Eastern Conference
| 4. November 2017 19:30 EDT | Louisville City FC | 1:1 n. V. (1:1, 1:0) | New York Red Bulls II | Louisville Slugger Field Zuschauer: 10.047 Schiedsrichter: Sorin Stoica |
| 4. November 2017 19:30 EDT | Ownby 12′          | Bericht              | Flemmings 57′         | Louisville Slugger Field Zuschauer: 10.047 Schiedsrichter: Sorin Stoica |

|                                         |     | Elfmeterschießen                   |  |
| Smith DelPiccolo Totsch Jimenez Ballard | 4:3 | Bonomo Martínez Valot Mines Kutler |  |

Western Conference
| 4. November 2017 19:30 CDT | Swope Park Rangers | 0:0 n. V. | Oklahoma City Energy | Children’s Mercy Park Zuschauer: 3.012 Schiedsrichter: Robert Sibiga |
| 4. November 2017 19:30 CDT | Belmar 46′         | Bericht   |                      | Children’s Mercy Park Zuschauer: 3.012 Schiedsrichter: Robert Sibiga |

|                                                                               |     | Elfmeterschießen                                                            |  |
| Selbol Duke Belmar Moloto Hernandez Barnathan Storm Musa Didic Maher Zendejas | 7:6 | Angulo Brown Hyland Wallace González Gonzalez Daly Wojcik Bond Fink Cochran |  |

### USL Championship
| Paarung            | Louisville City FC – Swope Park Rangers |
| Ergebnis           | 1:0 (0:0) |
| Datum              | 13. November 2017 um 20:00 Uhr EDT |
| Stadion            | Louisville Slugger Field, Louisville |
| Zuschauer          | 14.456 |
| Schiedsrichter     | Jose Carlos Rivero |
| Tore               | 1:0 Lancaster (88.) |
| Louisville City FC | Greg Ranjitsingh - Paco Craig, Sean Totsch, Tarek Morad - Kyle Smith, Oscar Jimenez, Devon Williams, Paolo DelPiccolo (C) - Luke Spencer (67. Cameron Lancaster), George Davis, Brian Ownby (73. Mark Anthony Kaye) |
| Swope Park Rangers | Adrian Zendejas - Colton Storm, Parker Maher, Amer Didic, Dakota Barnathan (91. Max Rugova) - James Musa, Kévin Oliveira, Christian Duke (C) (71. Felipe Hernandez) - Lebo Moloto, Nansel Selbol, Kharlton Belmar   |
| Gelbe Karten       | Mark Anthony Kaye (90.+3') – James Musa (17.), Amer Didic (24.) |
| Platzverweise      | Guy Abend b (90.+8') – keine |

## Statistiken

### Torschützenliste
Bei gleicher Anzahl an Toren sind die Spieler alphabetisch gelistet. Die Tore aus der Regular Season und den Play-offs wurden addiert.
| Pl.               | Spieler          | Mannschaft             | Tore |
| ----------------- | ---------------- | ---------------------- | ---- |
| 1.                | Dane Kelly       | Reno 1868 FC           | 18   |
| 2.                | Chandler Hoffman | Real Monarchs          | 17   |
| 2.                | Enzo Martínez    | Charlotte Independence | 17   |
| 4.                | José Angulo      | Oklahoma City Energy   | 15   |
| 4.                | Kharlton Belmar  | Swope Park Rangers     | 15   |
| 4.                | Georgi Christow  | Tampa Bay Rowdies      | 15   |
| 4.                | Romario Williams | Charleston Battery     | 15   |
| 8.                | Corey Hertzog    | Pittsburgh Riverhounds | 14   |
| 9.                | Stefano Bonomo   | New York Red Bulls II  | 13   |
| 9.                | Jason Johnson    | Phoenix Rising         | 13   |
| Stand: Saisonende |                  |                        |      |

### Vorlagen
Bei gleicher Anzahl an Vorlagen sind die Spieler alphabetisch gelistet. Die Vorlagen aus der Regular Season und den Play-offs wurden addiert.
| Pl.               | Spieler           | Mannschaft            | Tore |
| ----------------- | ----------------- | --------------------- | ---- |
| 1.                | Chris Wehan       | Reno 1868 FC          | 12   |
| 2.                | Vincent Bezecourt | New York Red Bulls II | 11   |
| 2.                | Marcel Schäfer    | Tampa Bay Rowdies     | 11   |
| 4.                | Maikel Chang      | Charleston Battery    | 10   |
| 4.                | Irvin Parra       | Orange County SC      | 10   |
| Stand: Saisonende |                   |                       |      |

## Trainerwechsel
| Datum           | Verein         | Trainer       | Grund                      | Nachfolger                 | Quelle |
| --------------- | -------------- | ------------- | -------------------------- | -------------------------- | ------ |
| 29. März 2017   | Real Monarchs  | Mike Petke    | Befördert (Real Salt Lake) | Mark Briggs                | [ 12 ] |
| 24. April 2017  | Phoenix Rising | Frank Yallop  | Rücktritt                  | Rick Schantz (Interim)     | [ 13 ] |
| 22. Mai 2017    | Phoenix Rising | Rick Schantz  | Ende der Interimszeit      | Patrice Carteron           | [ 14 ] |
| 15. August 2017 | Ottawa Fury    | Paul Dalglish | Rücktritt                  | Julian de Guzmán (interim) | [ 15 ] |

## Auszeichnungen
- Most Valuable Player: Dane Kelly (Reno 1868 FC)[16]
- Rookie of the Year: Chris Wehan (Reno 1868 FC)[17]
- Defender of the Year: Sebastien Ibeagha (San Antonio FC)[18]
- Goalkeeper of the Year: Diego Restrepo (San Antonio FC)[19]
- Coach of the Year: Mark Briggs (Real Monarchs)[20]